# Cluis
Cluis – miejscowość i gmina we Francji, w Regionie Centralnym, w departamencie Indre.
Według danych na rok 1990 gminę zamieszkiwało 1196 osób, a gęstość zaludnienia wynosiła 34 osoby/km² (wśród 1842 gmin Regionu Centralnego Cluis plasuje się na 328. miejscu pod względem liczby ludności, natomiast pod względem powierzchni na miejscu 239.).